# Untersiggenthal
Untersiggenthal (toponimo tedesco) è un comune svizzero di 7 176 abitanti del Canton Argovia, nel distretto di Baden.

## Monumenti e luoghi d'interesse

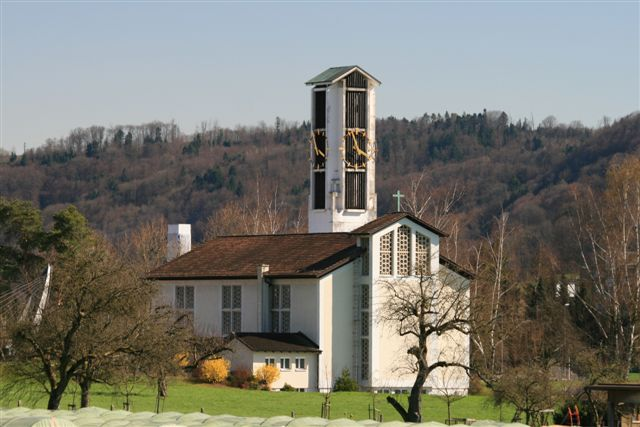
La chiesa cattolica del Sacro Cuore

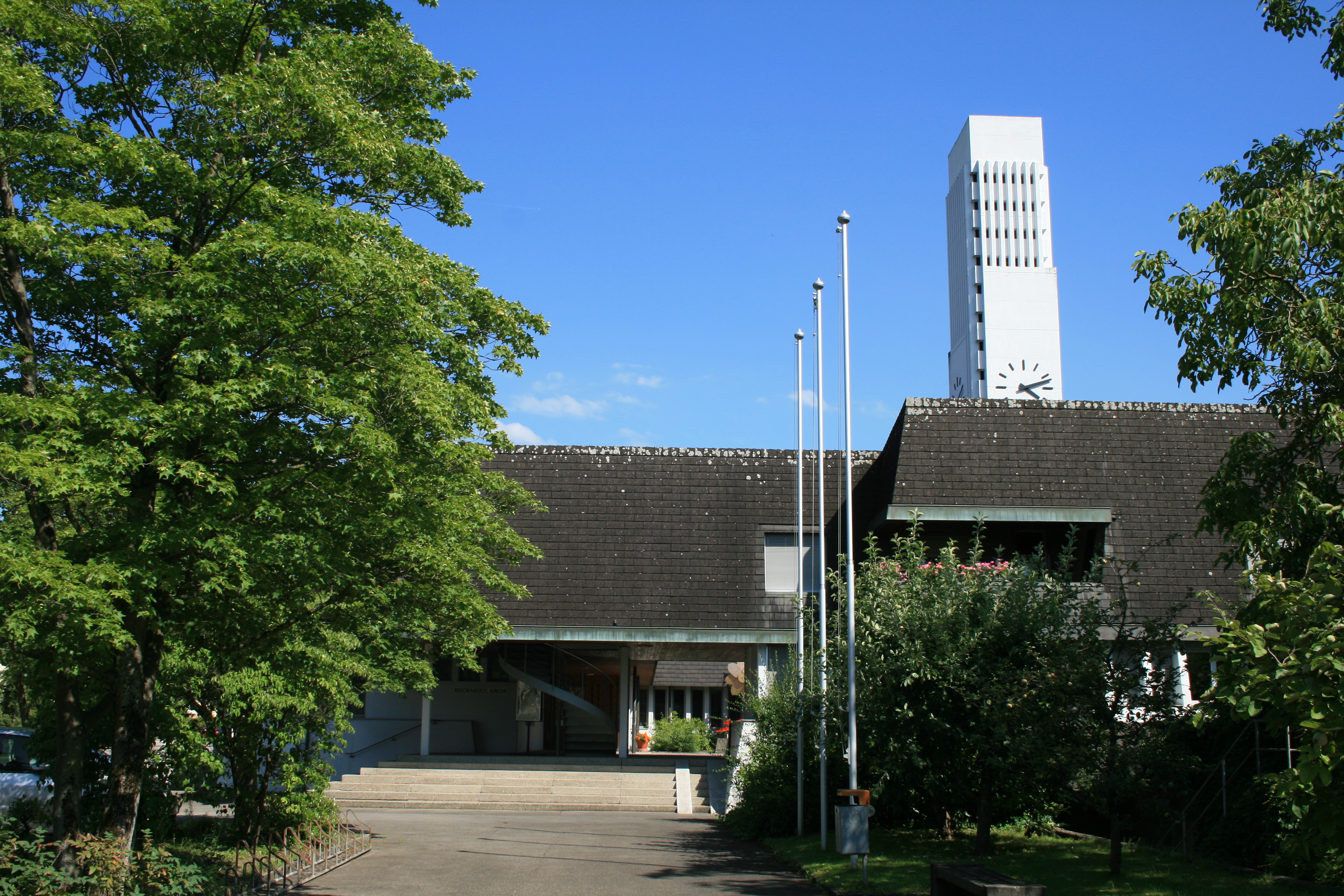
La chiesa riformata

- Chiesa cattolica del Sacro Cuore, eretta nel 1953[1];
- Chiesa riformata, eretta nel 1964-1965[1].

## Società

### Evoluzione demografica
L'evoluzione demografica è riportata nella seguente tabella:
Abitanti censiti

## Infrastrutture e trasporti
Untersiggenthal è servito dalla stazione di Siggenthal-Würenlingen sulla ferrovia Turgi-Koblenz-Waldshut.

## Amministrazione
Ogni famiglia originaria del luogo fa parte del cosiddetto comune patriziale e ha la responsabilità della manutenzione di ogni bene ricadente all'interno dei confini del comune.